# Olympia Neumünster
Olympia Neumünster ist ein Sportverein aus Neumünster. Die erste Fußballmannschaft spielte acht Jahre in der höchsten Amateurliga Schleswig-Holsteins. Die erste Handballmannschaft der Frauen spielte fünf Jahre lang in der Regionalliga Nordost.

## Geschichte
Am 1. April 1909 wurde mit dem SC Olympia Neumünster die Urzelle des Vereins gegründet. Im Jahre 1936 fusionierte dieser mit dem MTV 1859 Neumünster zum heutigen MTSV Olympia Neumünster.

### Fußball
Der SC Olympia war der älteste Fußballverein der Stadt und erreichte im Jahre 1919 mit dem Aufstieg in die Kreisliga Holstein erstmals die höchste Spielklasse. Ab 1921 konnte sich der Verein dann in der jeweils höchsten Spielklasse etablieren und verstärkte sich 1926 mit dem norwegischen Nationalspieler Herbert Lunde. Drei Jahre später nahm Olympia an der Norddeutschen Meisterschaft teil, wo die Mannschaft in der ersten Runde mit 2:4 am Hamburger SV scheiterte. 1933 wurde Olympia nicht in die Gauliga Nordmark aufgenommen.
Erst nach dem Zweiten Weltkrieg ging es sportlich wieder bergauf. In den Jahren 1952 und 1958 gelang der Aufstieg in die Landesliga Schleswig-Holstein, wo sich die Mannschaft jedoch nur für ein bzw. zwei Jahre halten konnte. Zwischenzeitlich in die Kreisliga abgestürzt verpasste die Mannschaft 1968 die Qualifikation zur neu geschaffenen Verbandsliga Nord, die dann 1971 erreicht wurde. Zwei Jahre später wurde Olympia Meister und kehrte in die Landesliga zurück, wo man nie über das Mittelmaß hinauskam.
Olympia wurde zur Fahrstuhlmannschaft. Zwei Abstiege in Folge führten die Mannschaft 1980 in die Bezirksklasse, ehe zwei Aufstiege in Folge Olympia in die Landesliga zurückführten. Im Jahre 1987 wurden sowohl die A- als auch die B-Jugend Landesmeister. Die erste Mannschaft gelang der erneute Aufstieg in die mittlerweile Verbandsliga genannte höchste Spielklasse des Landes. Dort musste Olympia sofort wieder absteigen und rutschte im Jahre 1993 erneut in die Kreisliga ab. Nachdem der Verein für einige Jahre keine Mannschaft mehr stellte, wurde im Jahre 2010 ein Neuanfang in der Kreisklasse B unternommen, wo die Mannschaft gleich den Aufstieg schaffte.
Im Jahre 2013 stieg Olympia in die Verbandsliga Süd-West auf. Drei Jahre später zog der Verein die Mannschaft während der laufenden Saison zurück. Mit Stefan Schnoor und Alexander Brunst brachte der Verein zwei Bundesligaspieler hervor.

### Handball
Die Handballerinnen schafften im Jahre 1996 den Aufstieg in die drittklassige Regionalliga Nordost. Dort wurde in der Debütsaison mit Rang vier die beste Platzierung erreicht. Im Jahre 2004 stieg die Mannschaft ab und schaffte vier Jahre später den Wiederaufstieg. Mit dem SV Tungendorf schlossen sich die Handballerinnen zum SVTO Neumünster zusammen. Der spätere Vorstandsvorsitzende der Stiftung Deutsche Sporthilfe Hans-Ludwig Grüschow spielte in den 1950er Jahren für Olympia.

### Leichtathletik
Die Leichtathletikabteilung von Olympia brachte mit Werner Bähr einen vierfachen Deutschen Meister im Hochsprung hervor. Heinz Böthling wurde 1960 Deutscher Hallenmeister im 3000-Meter-Lauf.